# Pardosa bukukun
Pardosa bukukun este o specie de păianjeni din genul Pardosa, familia Lycosidae, descrisă de Dmitri Viktorovich Logunov și Marusik, 1995. Conform Catalogue of Life specia Pardosa bukukun nu are subspecii cunoscute.